# James Gbilee
James Gbilee (* 2. Mai 1987 in Monrovia, Liberia) ist ein liberianischer Fußballspieler.

## Karriere
James Gbilee wurde 2008 vom indischen Verein Shillong Lajong FC verpflichtet. Bereits nach einer Saison konnte er dort mit seinem Team den Aufstieg in die I-League, Indiens höchster Fußballliga, feiern. 2009 stand er mit seinem Team außerdem im Finale des Federation Cups, einem der wichtigsten Pokalwettbewerbe in Indien. Der Klub konnte die Klasse jedoch nicht halten und stieg als Tabellenletzter nach nur einer Saison wieder ab. In der Saison 2012/12 schaffte Gbilee mit Shiilong Lajong den sofortigen Wiederaufstieg, verließ den verein jedoch am Saisonende. Der Liberianer blieb in der zweiten indischen Liga und wechselte zum Kalighat Milan Sangha FC. Der Verein hatte ein halbes Jahr zuvor durch die All India Football Federation erstmals ein Startrecht für den Profifußball erhalten.